# Monster Trucks
Monster Trucks ist eine US-amerikanische Action-Filmkomödie aus dem Jahr 2016, produziert von Paramount Animation, Disruption Entertainment und Nickelodeon Movies unter der Regie von Chris Wedge. In den Hauptrollen sind Lucas Till, Jane Levy, Amy Ryan, Rob Lowe, Danny Glover, Barry Pepper und Holt McCallany zu sehen. Monster Trucks war der letzte Film, an dem der Schauspieler Jon Polito arbeitete, bevor er am 1. September 2016 starb.

## Handlung
Bei einer Fracking-Bohrung in der Nähe einer Kleinstadt in North Dakota entdeckt die Ölfirma drei bisher unbekannte Wesen, die über eine Art Schwarmintelligenz verfügen und sich von Erdöl ernähren. Diese leben oberhalb eines gigantischen Ölvorkommens in einem unterirdischen Fluss. Eine der Kreaturen, die sowohl in Wasser als auch an Land überleben können und sich mit ihren Tentakeln fortbewegen können, kann entkommen. Die Forscher sind bestrebt, ihre Entdeckung geheim zu halten, da dies für die Bohrfirma sehr kostspielig werden kann. So macht sich ein Team auf den Weg, die entlaufene Kreatur einzufangen. 
Währenddessen möchte der Highschool-Schüler Tripp Coley ein wenig Abwechslung vom Leben haben. Auf dem alten Schrottplatz, wo er neben der Schule arbeitet, baut er sich einen eigenen Monstertruck zusammen. Die geheimnisvolle Kreatur taucht dort auf. Coley informiert die Polizei, darunter auch seinen Stiefvater, doch niemand glaubt ihm. Unverrichteter Dinge ziehen die Polizisten wieder ab. Tripp findet schließlich heraus, dass die Kreatur ganz freundlich ist und die beiden freunden sich an. Er tauft die Kreatur auf den Namen „Creech“. Creech hält sich am liebsten im Monstertruck auf und versteckt sich dort, als die Männer der Erdölfirma auftauchen und den Platz durchsuchen. Außerdem taucht auch Meredith, Tripps Mentorin, auf. Tripp bemerkt die Gefahr, die für Creech von den Männern ausgeht und mit Creech im Monstertruck versteckt können die beiden fliehen. Er macht aus der Not eine Tugend: er baut den Monstertruck so auf, dass die Kreatur quasi als Antrieb und Motor dient. Meredith beschließt den beiden zu helfen. 
Zunächst wollen sie Tripps Vater aufsuchen, der für die Ölgesellschaft arbeitet. Doch dieser verrät die drei und in einer irrwitzigen Verfolgungsjagd gelingt es Tripp, Meredith und Creech den Häschern zu entkommen. Sie ziehen sich in eine verlassene Berghütte zurück, doch am nächsten Morgen ist Creech verschwunden. Auf der Suche nach seinen Eltern wird er von der Ölfirma geschnappt und gefangen gehalten. Versuche Tripps seinen Freund zu befreien, scheitern. Doch sie finden in einem der Forscher einen Verbündeten, der ihnen hilft. Tripp baut zwei weitere Trucks zusammen, während der Forscher die Kreaturen mit einem Lastwagen entführt. Die Ölgesellschaft hat vor, den unterirdischen See zu vergiften und alle Kreaturen, die dort vorhanden sind, damit zu töten. So beginnt ein Wettlauf gegen die Zeit.
Es gelingt Tripp und seinen Freunden, die Ölgesellschaft daran zu hindern. Er entlässt Creech und seine Familie danach in die Freiheit. Anschließend setzen sie eine gefährdete Krötenechsenart aus und verhindern so weitere Bohrungen in dieser Gegend.

## Hintergrund
Am 31. Juli 2013 gab Paramount Animation die Produktion einer neuen Live-Action-Franchise sowie den Titel des ersten Films, Monster Trucks, bekannt, dessen Geschichte von Jonathan Aibel und Glenn Berger geschrieben werden sollte. Die Grundzüge der Handlung selbst stammte von Paramount-Chef Adam Goodman, dem diese Idee beim Spielen mit seinem vierjährigen Sohn kam, als dieser das Wort Monstertruck wörtlich nahm. Als Regisseur wurde Chris Wedge, als Produzent Mary Parent bekanntgegeben. Der Kinostart wurde ursprünglich für den 29. Mai 2015 geplant. Für Filmregisseur Chris Wedge ist es sein erster Live-Action-Film, nachdem er vorher Regie bei Animationsfilmen wie Ice Age (2002), Robots (2005) und Epic – Verborgenes Königreich (2013) geführt hatte.
Im Dezember 2013 wurde bekanntgegeben, dass die Produktion Anfang April 2014 in Vancouver starten würde und die Dreharbeiten bis Mitte Juli stattfinden würden. Zu diesem Zeitpunkt wurden die Vancouver Film Studios für die Produktion gebucht. Die Hauptproduktion begann am 4. April 2014 in Kamloops in British Columbia. Jedoch verzögerte sich die Produktion, so dass der in 2D und 3D produzierte Film erst am 13. Januar 2017 in die US-Kinos kam. Zuvor war der Film bereits im Dezember 2016 in Frankreich und im Vereinigtem Königreich veröffentlicht worden. In Deutschland startete der Film am 26. Januar 2017.

## Erfolg und  Kritik
Gedacht als eine Art Transformers-mäßiges Franchise mit einem Spielzeugvertrag mit Hasbro war bereits die lange Produktionszeit und die mehrfach verschobenen Veröffentlichungstermine kein gutes Zeichen. Auch erste Trailer im Juni ließen einen Flop erwarten. So fielen auch die ersten professionellen Kritiken sehr schlecht aus. Bereits im September 2016 schrieb Viacom, die Muttergesellschaft von Paramount, die 115 Millionen teure Produktion als Verlust ab, ein Vorgehen, das in der Branche relativ unüblich ist. Am Eröffnungswochenende schaffte der Film lediglich ein Einspielergebnis von 10,3 Millionen Dollar. Tatsächlich konnte der mehrfach verschobene Film seine Kosten nicht einspielen und blieb mit 57 Millionen US-Dollar im Box Office weit hinter seinen Erwartungen zurück.
Kritikpunkte des Films betrafen vor allem das Drehbuch und die Grundidee des Films. So schrieb Falk Straub auf Spielfilm.de:

„"Monster Trucks" scheitert bereits an seiner lächerlichen Grundidee. Doch selbst wer diese ignoriert, wird nie so richtig mit dieser Mischung aus Science-Fiction-, Action- und Abenteuerkomödie warm, weil die Chemie zwischen der jugendlichen Hauptfigur und dem titelgebenden Monster nicht stimmt. Ein paar gelungene Gags und solide Action täuschen nicht darüber hinweg, dass "Monster Trucks" mehr Herz und deutlich mehr Hirn gutgetan hätten.“

Dies wiederholt Straub bei seinem ausführlicheren Review für die Website Kino-Zeit.de:

„Der Rest ist solide, der Altersfreigabe entsprechende Action mit umweltbewusster Botschaft, gerade noch erträglichem Product-Placement und einem nur schwer zu ertragenden Rollenbild. Immerhin gelingen Ice-Age-Regisseur Chris Wedge auch in seinem ersten Realfilm ein paar nette Gags. So richtig kommt Monster Trucks allerdings nie in die Gänge.“

Etwas positiver gestaltete sich die Kritik der Cinema-Redaktion:

„Die finale Verfolgungsjagd zieht sich zwar gewaltig in die Länge, doch ein monströser Flop sieht anders aus. Fazit: Absurde Mischung aus formelhaftem Drehbuch und teils anarchischem Witz.“

Ein noch positiveres Fazit zieht der Rezensent der Seite Leinwandreporter:

„Es ist nachvollziehbar, warum Paramount nicht wirklich Vertrauen in das Endergebnis dieses in allen Belangen unebenen Films hatte. Es werden hier fast in allen Richtungen teils hanebüchen falsche Entscheidungen getroffen. Das sorgt aber in keinster Weise dafür, dass das Fantasy-Abenteuer jemals langweilig oder (trotz skurrilem Body Count) unsympathisch wird. So ist „Monster Trucks“ am Ende ein großes Chaos, was man auf seine merkwürdige Art fast schon wieder mögen muss.“